# Emil Krafth
Emil Henry Kristoffer Krafth (født d. 2. august 1994) er en svensk professionel fodboldspiller, som spiller for Premier League-klubben Newcastle United og Sverges landshold.

## Klubkarriere

### Lagans og Östers
Krafth begyndte sin karriere hos Lagans AIK dybt i de svenske rækker, hvor han gjorde sin debut i 2010 i en alder af 16 år. Han skiftede i 2011 til Östers IF, som på det tidspunkt spillede i den den næstbedste svenske række, Superettan.

### Helsingborgs
Efter at have imponeret i en enkelt sæson hos Östers, skiftede Krafth i januar 2012 til Helsingborgs IF. Kraft spillede i sin første sæson i klubben hovedsageligt for ungdomsholdene. Han fik sit førsteholdsgennembrud ved 2013 sæsonen, hvorfra han begyndte at spille fast på førsteholdet.

### Bologna
Kraft skiftede i august 2015 til italienske Bologna. Hans første sæson i Italien var dog ikke værd at huske, da han var skadesplaget hele sæsonen, og kun spillede 4 kampe. Hans anden sæson var bedre, da han spillede i en størstedel af kampene, dog der var rigelig konkurrence om højreback pladsen på holdet. Han mistede dog sin plads i førsteholdet ved 2017-18 sæsonen, hvor at han sad på bænken til fordel for Vasilis Torosidis i størstedelen af kampene.

### Amiens
Kraft skiftede i august 2018 til franske Amiens SC på en lejeaftale. Kraft spillede en god sæson i Frankrig, og efter sæsonen blev det i juni 2019 annonceret at Amiens købte Kraft på en fast aftale.

### Newcastle United
Krafth nåede dog aldrig at spille for Amiens som fast spiller, da han i august 2019 blev hentet af Newcastle United. Han har siden skiftet spillet hovedsageligt som rotationsspiller for klubben.

## Landsholdskarriere

### Ungdomslandshold
Krafth har repræsenteret Sverige på flere ungdomsniveauer.

### Seniorlandshold
Krafth debuterede for Sveriges landshold den 17. januar 2014. Han var del af Sveriges trupper til VM i 2018 og EM i 2020.